# Moulin à eau de la Dalle de Pont-Rouge
Le Moulin à eau de la Dalle de Pont-Rouge, aussi connu sous le nom de Moulin Déry, est l'un des derniers moulins à eau du Québec au Canada. Construit en 1833, il a été transformé en centrale hydroélectrique.

## Identification
- Nom du bâtiment : Moulin à eau de la Dalle
- Adresse civique :
- Municipalité : Pont-Rouge
- Propriété : EMCO matériaux de construction ltée (auparavant: BPCO Canada)

## Construction
- Date de construction : 1833
- Nom du constructeur :
- Nom du propriétaire initial :

## Chronologie
- Évolution du bâtiment :
  - 1870 et 1904 : Érection des barrages McDougall et Bird pour alimenter le moulin
- Autres occupants ou propriétaires marquants :
  - 1905 : Bird and Son[1]
  - 1925 : Building Products Limited[1]
  - 1964 : Pétrolière Impériale[1]
  - 1987 : EMCO ltée[1]
  - Donnacona Paper Company (Usine de pâtes et papier)
  - Montreal Paper Company (Usine de pâtes et papier)
- Transformations majeures :
  - 1885 : Transformation en usine de pâte et papier
  - Vers 1925 : Transformation en centrale hydroélectrique connue sous le nom de Centrale McDougall

## Mise en valeur
- Constat de mise en valeur :
- Site d'origine : Oui
- Constat sommaire d'intégrité :
- Responsable :